# Острый простатит
Острый простатит — острое воспалительное заболевание предстательной железы, вызванное бактериальным инфицированием её ткани.
По классификации NIH США острый простатит относится к Категории I простатитов.
Это состояние требует неотложной медицинской помощи. Следует отличать острый простатит (категория I по классификации NIH) от других форм простатитов, таких, как хронический бактериальный простатит (категория II) и хронический простатит / синдром хронической тазовой боли (категория III).

## Этиология и патогенез
Острый простатит может быть вызван различными микроорганизмами. Наиболее часто ткани предстательной железы поражаются такими бактериями, как кишечная палочка, клебсиелла, протей, синегнойная палочка, энтеробактер, энтерококки, серрации и золотистый стафилококк. Многие из этих агентов являются компонентами нормальной микрофлоры организма и постоянно присутствуют на кожных покровах, в кишечнике и т. д. Однако проникая в ткани предстательной железы они способны вызвать развитие острого воспалительного процесса.

## Признаки и симптомы
Мужчины, страдающие острым простатитом, часто предъявляют жалобы на лихорадку, озноб, повышение температуры тела (причём, даже если температура тела, измеренная под мышкой или во рту, нормальна, температура тела, измеренная в заднем проходе, нередко оказывается повышенной; характерна также разница между ректальной температурой и температурой в подмышечной впадине, превышающая обычные 0,5 °C), боль в нижней части спины, пояснице, внизу живота или в промежности, в тазу или в паховой области, в мошонке, заднем проходе, учащённое мочеиспускание, ночные позывы к мочеиспусканию (никтурию), дизурию (болезненность, резь или жжение в мочеиспускательном канале при мочеиспускании), резко болезненные спазмы мочевого пузыря, а также признаки общей интоксикации организма — слабость, головные боли, чувство усталости, разбитости, боли в мышцах, суставах, костях и другие телесные боли. Характерно затруднение мочеиспускания, иногда вплоть до острой задержки мочи. Могут наблюдаться также запоры вследствие сдавливания увеличенной предстательной железой прямой кишки или болезненность при дефекации. Острый простатит может быть осложнением биопсии предстательной железы. При пальцевом обследовании через задний проход предстательная железа больного острым простатитом увеличена, отёчна, гиперемирована, резко болезненна. В некоторых случаях наблюдаются бесцветные, беловатые или желтовато-зеленоватые выделения из мочеиспускательного канала, а также гемоспермия (кровь в сперме).
Боли иногда достигают очень высокой интенсивности, лишают больного сна и требуют применения обезболивающих средств.
Острый инфекционно-воспалительный процесс в предстательной железе может дать начало сепсису — общему заражению крови или восходящей инфекции мочевых путей — циститу, пиелонефриту. В подобных случаях состояние больного расценивается как критическое и требует экстренной госпитализации. Встречается острый простатит редко.

## Диагностика

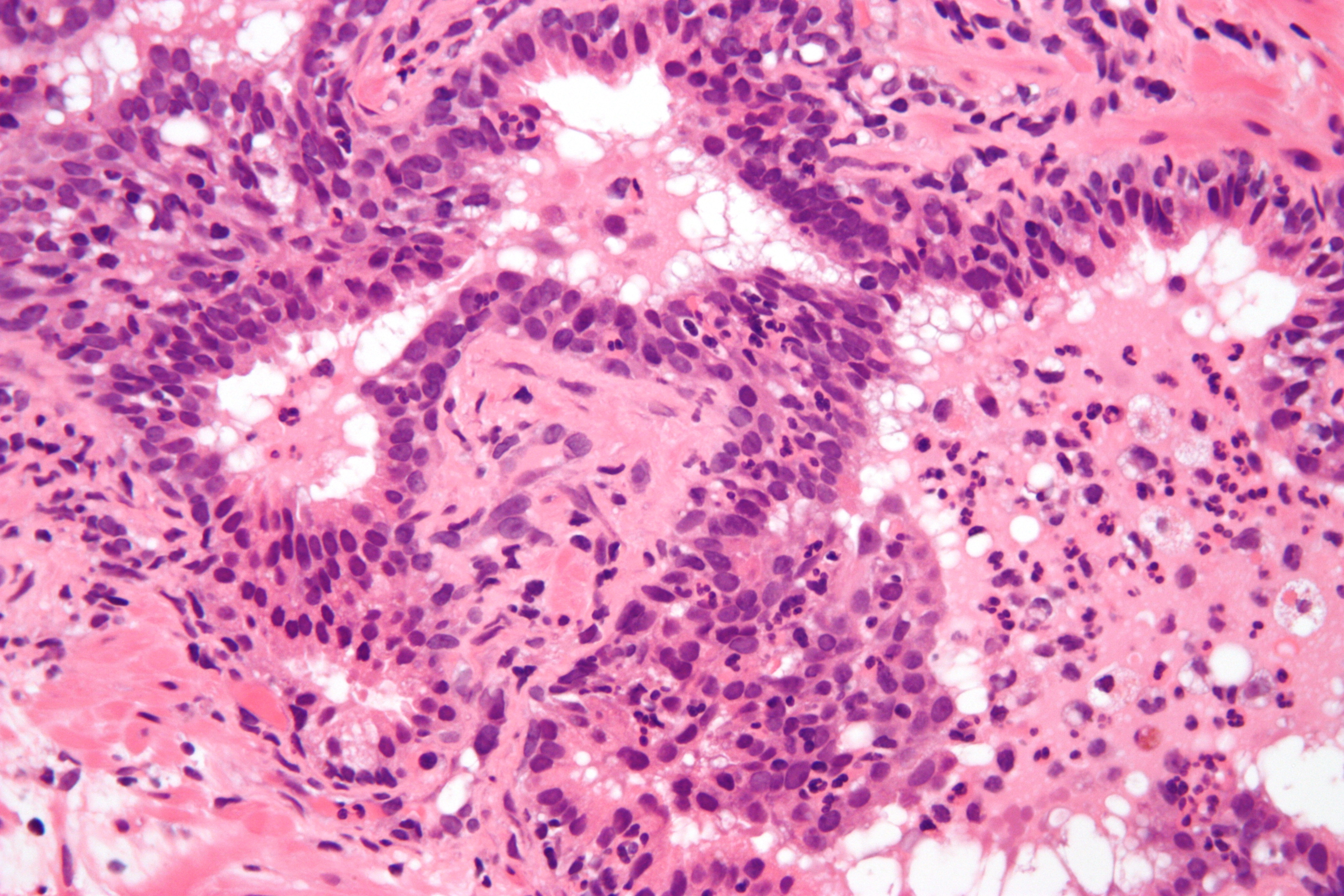
Микрофотография, показывающая нейтрофильную инфильтрацию предстательной железы при остром простатите. Окраска гематоксилин-эозином.

Острый простатит достаточно легко диагностируется благодаря типичной клинической картине и наличию выраженной симптоматики, которая позволяет предположить острый инфекционно-воспалительный процесс в предстательной железе.
Минимально необходимый объём обследования для диагностики острого простатита при подозрении на него включает в себя измерение ректальной температуры и температуры под мышкой либо во рту, осмотр и пальпацию паховых и промежностных лимфатических узлов, общий клинический анализ крови с развёрнутой лейкоцитарной формулой, анализ крови на белки острой фазы воспаления (С-реактивный белок и др.) и на простатический специфический антиген, общий клинический анализ мочи, взятие мазков из мочеиспускательного канала, бактериоскопию и посев на чувствительность к антибиотикам взятых мазков и спонтанно вытекающих из мочевого канала выделений, бактериоскопию мочевого осадка и посев мочи или мочевого осадка на бактерии с определением их чувствительности к антибиотикам, пальцевое исследование предстательной железы. По показаниям производятся дополнительные обследования: бактериоскопия крови и посев крови на бактерии с определением их чувствительности к антибиотикам (при подозрении на простатогенный сепсис), трансректальное УЗИ предстательной железы с пункцией подозрительных на абсцесс её участков при соответствующих подозрениях, КТ или МРТ органов малого таза.
Температура в заднем проходе при остром простатите обычно повышена. Разница между ректальной температурой и температурой под мышкой или во рту обычно превышает 0,5 °C. В моче или мочевом осадке обнаруживается повышенное количество лейкоцитов. Микроорганизм-возбудитель инфекции может быть выделен из мочи, крови, мазков из мочеиспускательного канала или из спонтанно вытекающих из мочеиспускательного канала выделений. Общий клинический анализ крови при остром простатите нередко обнаруживает типичные для острых инфекционно-воспалительных процессов сдвиги: нейтрофильный лейкоцитоз, часто со сдвигом лейкоцитарной формулы влево, и снижение количества эозинофилов (эозинопению вплоть до полной анэозинофилии), реже эозинофилию.
Сепсис как осложнение острого простатита является редкостью, но может наблюдаться у пациентов с иммуносупрессией; высокая лихорадка, выраженная интоксикация, значительная выраженность общих симптомов, таких, как слабость и разбитость, являются симптомами, подозрительными в отношении сепсиса и требующими посева крови на микроорганизмы.
Массаж предстательной железы как диагностическая процедура противопоказан при остром простатите и даже при подозрении на острый простатит, поскольку может вызвать метастазирование инфекции по всему организму и развитие острого сепсиса. Поскольку бактерии, явившиеся возбудителями острого простатита, при этом заболевании обычно легко выделяются из мочи, мочевого осадка и/или крови, из спонтанно вытекающих выделений или мазков из мочеиспускательного канала, массаж предстательной железы и получение её секрета совершенно не требуются для постановки диагноза.
Промежность больного острым простатитом может быть болезненной при пальпации. Могут быть увеличены паховые и промежностные лимфатические узлы.
При диагностической пальпации предстательной железы через задний проход обычно обнаруживается увеличенная, повышенно чувствительная к прикосновению, отечная, болезненная, горячая на ощупь, чрезмерно растянутая предстательная железа, в которой иногда могут обнаруживаться неоднородности — воспалительные уплотнения. Диагностическая пальпация предстательной железы у больных с острым простатитом нередко бывает крайне затруднена, а порой невозможна без анальгезии и седации из-за чрезвычайной болезненности и чувствительности предстательной железы, а также из-за иррадиационной болезненности и рефлекторного спазма заднего прохода.
В большинстве случаев острого простатита повышен С-реактивный белок и другие белки острой фазы воспаления.
Биопсия предстательной железы при остром простатите не показана, так как может способствовать распространению инфекции или дополнительному инфицированию простаты ещё одним типом микроорганизмов. Кроме того, биопсия предстательной железы как диагностическая процедура при остром простатите просто не требуется, поскольку характерные клинические признаки и симптомы, а также данные пальцевого исследования предстательной железы, анализов крови, мочи и мазков из мочеиспускательного канала обычно позволяют поставить правильный диагноз и без биопсии. Гистологическим коррелятом острого простатита является нейтрофильная инфильтрация ткани предстательной железы.
Острый простатит сопровождается временным повышением уровня простатического специфического антигена в крови, то есть уровень ПСА повышается при остром простатите и снова снижается, нормализуется вскоре после разрешения острого инфекционно-воспалительного процесса. Тестирование на уровень ПСА в крови при неосложнённом остром простатите, однако, не требуется для постановки диагноза, хотя и желательно.

## Лечение
Основой лечения острого простатита (простатита Категории I NIH) является применение соответствующих комбинаций антибиотиков, эффективных против данного микроорганизма-возбудителя. Эффект антибиотиков при остром простатите обычно наступает очень быстро, в течение нескольких дней. Тем не менее, лечение антибиотиками при остром простатите должно продолжаться не менее 4-х недель, с целью полной эрадикации микроорганизма-возбудителя и предотвращения возможной хронизации процесса (развития хронического бактериального простатита или т. н. «хронического простатита / синдрома хронической тазовой боли»). Выбор антибиотиков при остром простатите должен основываться на результатах определения вида микроорганизма, вызвавшего инфекцию и его индивидуальной чувствительности к антибиотикам.
Кроме того, при выборе антибиотиков для лечения острого простатита следует учитывать ещё несколько важных факторов. Некоторые антибиотики, такие, как бета-лактамы (за исключением амоксициллина) и аминогликозиды имеют очень плохое проникновение в ткани и секрет предстательной железы, в то время как некоторые другие антибиотики, такие, как фторхинолоны, макролиды, доксициклин, левомицетин, триметоприм/сульфаметоксазол, обладают хорошей способностью проникать в ткани и секрет предстательной железы и способны создавать высокие концентрации в ней. Однако при остром простатите интенсивное воспаление сильно повышает проницаемость гематопростатического барьера, поэтому этот фактор (хорошее проникновение в ткани и секрет предстательной железы) не так важен при выборе соответствующего антибиотика, как при хроническом простатите (категории II, III и IV по классификации NIH). Более важно при остром простатите, как и при других сепсисогенных и потенциально жизнеугрожающих инфекциях, отдавать предпочтение мощным бактерицидным антибиотикам (антибиотикам, убивающим микроорганизм-возбудитель), например, фторхинолонам, а не бактериостатически действующим антибиотикам, например, триметоприм/сульфаметоксазолу или доксициклину. При применении антибиотиков, способных в зависимости от дозы оказывать бактериостатическое или бактерицидное действие (макролиды, левомицетин), доза антибиотика должна быть достаточной, чтобы оказать именно бактерицидный, а не бактериостатический эффект. Это правило предпочтения бактерицидных антибиотиков и достаточности доз особенно важно в случае развития острого простатита у больного с выраженной иммуносупрессией.
Больные острым простатитом с выраженной интоксикацией, лихорадкой, плохим общим состоянием нуждаются в экстренной госпитализации и внутривенном введении антибиотиков. Лёгкие случаи острого простатита могут лечиться и амбулаторно. В качестве дополнительных мер лечения рекомендуются покой, постельный режим (физическая нагрузка на мышцы таза при остром простатите способна вызвать метастазирование инфекции и развитие сепсиса), применение анальгетиков, антипиретиков (жаропонижающих препаратов) и противовоспалительных препаратов группы НПВС. При сильных болях оправдано кратковременное применение опиатов. Весьма важно при остром простатите обильное питьё жидкости, а у тяжёлых больных — внутривенная гидратация (внутривенное введение жидкостей) и назначение диуретиков, поскольку обильное выделение мочи механически промывает мочевыводящие пути и профилактирует развитие восходящей мочевой инфекции (цистита, пиелонефрита), а кроме того, уменьшает интоксикацию. Рекомендуется также применение смягчающих слабительных типа вазелинового масла, снимающих запоры, облегчающих акт дефекации, исключающих необходимость в натуживании при ней и делающих этот акт при остром простатите менее болезненным. С целью облегчения акта мочеиспускания рекомендуются спазмолитики и альфа-адреноблокаторы (такие, как тамсулозин, доксазозин, празозин). С целью уменьшения защитного напряжения мышц тазового дна, уменьшения сдавливания воспалённой предстательной железы напряжёнными мышцами тазового дна и уменьшения болезненности могут применяться мышечно-расслабляющие средства, такие, как баклофен, сирдалуд, диазепам, прегабалин или габапентин. Пациентам с острой задержкой мочи показано наложение временного надлобкового свища или периодическая катетеризация мочевого пузыря.
С целью уменьшения отёка и воспаления предстательной железы и обеспечения её временного функционального покоя, уменьшения образования в ней секрета, временного уменьшения кровотока в ней и снижения риска метастазирования инфекции кратковременно применяют антиандрогены (блокаторы андрогенных рецепторов простаты), такие, как ципротерона ацетат (ранее с этой же целью кратковременно применялись высокие дозы эстрогенов, таких, как синэстрол), а также небольшие холодные клизмы (холод к предстательной железе уменьшает локальный отек, воспаление и боль, уменьшает приток крови к воспалённой предстательной железе и риск метастазирования инфекции). Однако снижение кровотока в предстательной железе при помощи антиандрогенов и холодных клизм может иметь и негативные последствия, уменьшая доставку к предстательной железе антибиотиков и иммунокомпетентных клеток и тем самым замедляя разрешение острого воспалительного процесса и увеличивая риск хронизации процесса с развитием хронического простатита, поэтому некоторые врачи возражают против применения этих мер при остром простатите. Тем не менее, противоположный подход — применение тепловых процедур (прогреваний предстательной железы) и/или лечебного массажа предстательной железы и/или назначение андрогенов в острой стадии процесса считают категорически противопоказанным ввиду риска метастазирования инфекции и риска развития септицемии все врачи.
Отсутствие быстрого клинического ответа на антибиотики при остром простатите должно служить основанием для подозрения на абсцесс предстательной железы и для немедленного назначения трансректального УЗИ простаты и пробной пункции участков, подозрительных на возможное абсцедирование. В случае обнаружения абсцесса предстательной железы лечение должно включать в себя не только антибиотики, но и хирургическое или пункционное дренирование абсцесса.
Следует также учитывать, что некоторые распространённые микроорганизмы, часто служащие возбудителями острого простатита, в частности кишечная палочка, быстро вырабатывают устойчивость к антибиотикам и способны образовывать толстые капсулы вокруг своих клеточных стенок, а также способны образовывать биоплёнки, снижающие доступность этих бактерий для антибиотиков и иммунокомпетентных клеток и увеличивающие длительность выживания микроорганизма в предстательной железе и вероятность персистирования инфекции и хронизации процесса с развитием хронического бактериального простатита. Поэтому при обнаружении подобных микроорганизмов при остром простатите лечение антибиотиками должно быть особенно упорным и длительным.

## Прогноз
Полное выздоровление без каких-либо последствий является наиболее типичным исходом. В некоторых случаях возможно осложнение в виде хронизации воспалительного процесса с развитием хронического бактериального простатита или т. н. «хронического простатита / синдрома хронической тазовой боли». Возможны также и другие осложнения: абсцессы предстательной железы, свищи предстательной железы, сепсис, восходящая мочевая инфекция — цистит, пиелонефрит.